# Bonnay Communal Cemetery Extension
Bonnay Communal Cemetery Extension is een Britse militaire begraafplaats met gesneuvelden uit de Eerste Wereldoorlog, gelegen in de Franse gemeente Bonnay (departement Somme). 
De begraafplaats ligt aan de rand van het dorp op 600 m ten noordwesten van het dorpscentrum (Église Saint-Vaast). Ze sluit aan bij de westelijke rand van de gemeentelijke begraafplaats. De begraafplaats werd ontworpen door William Cowlishaw onder de verantwoordelijkheid van Edwin Lutyens. Ze heeft een nagenoeg rechthoekig grondplan en bestaat uit twee niveaus. Aan de straatzijde is er een plateau met het Cross of Sacrifice en de ingang. Dit plateau bestaat uit een grasmat dat aan drie zijden is omgeven door een bakstenen muur. Het veld met de graven ligt een paar treden lager dan het plateau en wordt omsloten door een haag. De toegang van de begraafplaats bestaat uit een metalen poortje tussen twee korte stenen pijlers. De graven liggen in vier evenwijdige rijen waarbij de middelste twee (B en C) rug aan rug staan opgesteld. De begraafplaats wordt onderhouden door de Commonwealth War Graves Commission.
Er worden 106 doden herdacht.

## Geschiedenis
De begraafplaats werd in 1918 aangelegd. Alle slachtoffers sneuvelden tussen 1 april en 24 augustus van dat jaar en hielden verband met de acties tijdens de slag bij Villers-Bretonneux waarbij het dorp werd verwoest. De linie werd na de Duitse opmars en daarna met de Slag bij Amiens door de 4th en 5th Australian en de 18th Division hersteld. In augustus 1921 werd het Cross of Sacrifice door de premier van Australië onthuld.
Er liggen 75 Australiërs en 31 Britten begraven.

### Onderscheiden militairen
- Jack de Meza, kapitein bij het London Regiment en Albert Edward Halstead, kapitein bij de Australian Infantry, A.I.F. werden onderscheiden met het Military Cross (MC).